# Waterloo, Quận Jefferson, Wisconsin
Waterloo là một thị trấn thuộc quận Jefferson, tiểu bang Wisconsin, Hoa Kỳ. Năm 2010, dân số của thị trấn này là 892 người.